# Hemilepidotus
Hemilepidotus ist eine Fischgattung aus der Familie der Panzergroppen (Agonidae). Die Arten der Gattung kommen küstennah im nördlichen Pazifik von Hokkaidō (Japan) über das Ochotskische Meer, Kamtschatka, die Beringsee, die Aleuten bis zum südlichen Kalifornien vor. Sie leben von der Gezeitenzone bis in Tiefen von etwa 600 Metern. Im englischen werden die Fische „Irish Lords“ genannt.

## Merkmale
Hemilepidotus-Arten sind bullig gebaute, großköpfige Fische, die eine Länge von 26 bis 51 cm erreichen. Die bei den übrigen Groppengattungen getrennten stachelstrahligen und weichstrahligen Rückenflossen sind bei Hemilepidotus zusammengewachsen. Der stachelige Teil der Rückenflosse steigt zwischen dem dritten und vierten, manchmal auch zwischen dem vierten und fünften Stachel stufenartig an. Die Beschuppung der Fische besteht aus je einem breiten, mehrreihigen Schuppenband zu beiden Seiten der Rückenflosse, sowie einer breiten Schuppenzone unterhalb der Seitenlinie. Die Stacheln des Vorkiemendeckels sind einfach, mit nur einer Spitze.
Flossenformel: Dorsale X-XIII/18–23, Anale 0/13–19, Ventrale 4.

## Arten

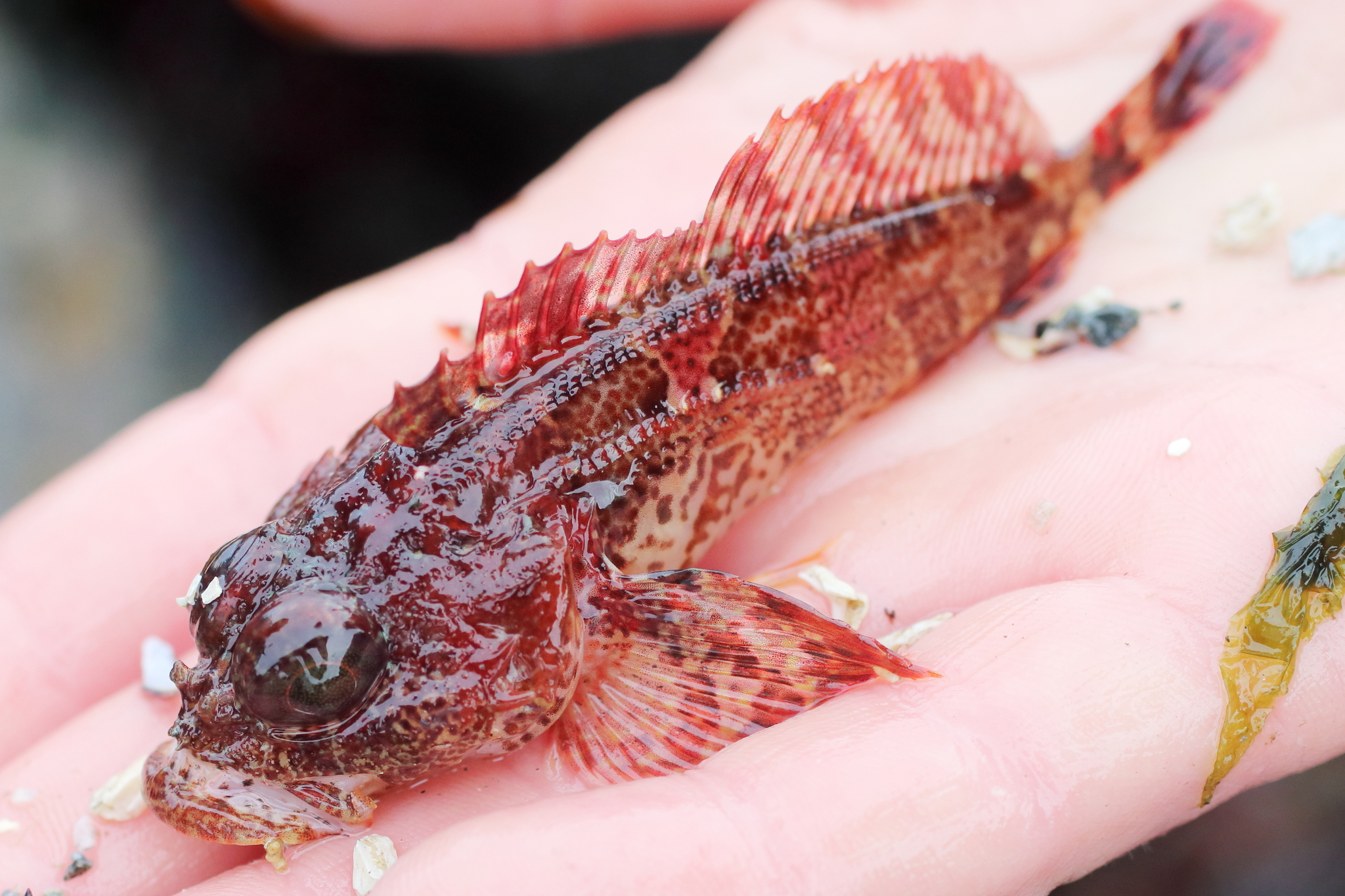
Hemilepidotus hemilepidotus

- Hemilepidotus gilberti Jordan & Starks, 1904
- Hemilepidotus hemilepidotus (Tilesius, 1811)
- Hemilepidotus jordani Bean, 1881
- Hemilepidotus papilio (Bean, 1880)
- Hemilepidotus spinosus Ayres, 1854
- Hemilepidotus zapus Gilbert & Burke, 1912